# بوب هولس
بوب هولس (بالإنجليزية: Bob Hulse)‏ هو لاعب كرة قدم بريطاني في مركز الهجوم، ولد في 5 نوفمبر 1948 في كرو (تشيشير) في المملكة المتحدة. لعب مع ستوك سيتي ونورثويتش فيكتوريا.